# Il ritorno del Duca
Il ritorno del Duca (2007) è una raccolta di 16 racconti di giallisti, curata da Gian Franco Orsi.
Tutti i racconti sono ispirati alla figura di Duca Lamberti, il medico-poliziotto creato dalla penna di Giorgio Scerbanenco nel 1966.
I sedici racconti che compongono la raccolta sono:
- Medicina nera di Alan D. Altieri
- Temendo l'inverno imminente di Matteo Bortolotti
- L'anniversario di Alfredo Colitto
- Duca e l'invertito di Leonardo Gori
- Non si impara niente di Carmen Iarrera
- Preludio a un massacro di inizio anno di Diana Lama
- Lo sguardo di Mussolini di Ernesto G. Laura
- La bionda della valanga di Nunzia Monanni
- Salto nel buio di Giancarlo Narciso
- La faccia del vincitore di Ben Pastor
- E i modenesi alla domenica di Giuseppe Pederiali
- Duca e il professore di Patrizia Pesaresi
- La morte risale a ieri sera di Biagio Proietti (versione romanzata della sceneggiatura dello stesso Proietti per il film di Duccio Tessari La morte risale a ieri sera)
- L'ultima donna e la prima televisione di Claudia Salvatori
- Bassa stagione di Giampaolo Simi
- Duca Lamberti in crociera di Diego Zandel

## Edizioni
- Autori vari, Il ritorno del Duca, collana Narratori moderni, Garzanti, 2007, ISBN 978-88-11-68338-4.